# Sultanat Deli
Deli ist ein Sultanat im östlichen Teil Sumatras, welches im Jahr 1630 gegründet wurde. Das tributpflichtige Königreich (1630 bis 1814) wurde 1814 mit der Erringung der Unabhängigkeit vom Sultanat Siak eigenständiges Sultanat. Seine Hauptstadt ist Medan und seine Fläche beträgt 1820 km². Es besteht bis heute fort, seit der Unabhängigkeit Indonesiens 1945 jedoch ohne Machtbefugnisse und eher als Symbol für die Geschichte Medans.

## Geschichte
In der Mitte des 15. Jahrhunderts konvertierte der Herrscher von Aceh zum islamischen Glauben. Gründer des Sultanats von Aceh war Ali Mughayat Syah († 1530), welcher ab 1520 in Eroberungszügen seine Kontrolle auf ganz Nordsumatra auszudehnen begann. Unter dem zwölften Sultan von Aceh Iskandar Muda (1583?–1636) erreichte das Sultanat seine größte territoriale Ausdehnung, 1612 eroberte und annektierte der „junge Alexander“ (wörtliche Übersetzung von Iskandar Muda) das Gebiet des späteren Sultanats Deli, welches bis dahin von den Portugiesen kontrolliert wurde.
Der holländischen Intervention von 1861 folgte ein Jahr später ein Kontrakt mit Niederländisch-Indien, der Delis Unabhängigkeit gegenüber Siak und Aceh stärkte. Heute ist das Gebiet Teil von Indonesien.

## Liste der Sultane von Deli
- Tuanku Panglima Gotjah Pahlawan 1632–1669
- Tuanku Panglima Parunggit 1669–1698
- Tuanku Panglima Padrap 1698–1728
- Tuanku Panglima Pasutan 1728–1761
- Tuanku Panglima Gandar Wahid 1761–1805
- Sultan Amaluddin Mangendar 1805–1850
- Sultan Osman Perkasa Alam Sjah 1850–1858
- Sultan Mahmoed Al Rasjid 1858–1873
- Sultan Ma'moen Al Rasjid 1873–1924
- Sultan Amaluddin Al Sani Perkasa Alamsjah 1924–1945
- Sultan Osman Al Sani Perkasa Alamsjah 1945–1967
- Sultan Azmy Perkasa Alam Alhaj 1967–1998
- Sultan Otteman Mahmud Perkasa Alam 5. Mai 1998–21. Juli 2005
- Sultan Mahmud Lamanjiji Perkasa Alam 22. Juli 2005–...